# Tylophora lycioides
Tylophora lycioides là một loài thực vật có hoa trong họ La bố ma. Loài này được (E. Mey.) Decne. miêu tả khoa học đầu tiên năm 1844.